# Lindóia
Lindóia es un municipio brasileño del estado de São Paulo. Es uno de los 11 municipios paulistas considerados estancias hidrominerales por el Estado de São Paulo, por cumplir determinados requisitos definidos por Ley Estatal. Tal status garantiza a esos municipios una reserva mayor por parte del Estado para la promoción del turismo regional.

## Geografía
Se localiza a una latitud 22º31'23" sur y a una longitud 46º39'00" oeste, estando a una altitud de 677 metros. Su población estimada en 2004 era de 6.021 habitantes.
Posee un área de 48,6 km².

### Demografía
Datos del Censo - 2000
Población total: 5.331
- Urbana: 4.716
- Rural: 615
- Hombres: 2.690
- Mujeres: 2.641

Densidad demográfica (hab./km²): 109,69
Mortalidad infantil hasta 1 año (por mil): 8,20
Expectativa de vida (años): 75,97
Tasa de fertilidad (hijos por mujer): 1,85
Tasa de alfabetización: 91,10%
Índice de Desarrollo Humano (IDH-M): 0,820
- IDH-M Salario: 0,757
- IDH-M Longevidad: 0,849
- IDH-M Educación: 0,853

(Fuente: IPEADATA)

### Hidrografía
- Río del Pescado, que forma parte de la Cuenca del Plata.

### Carreteras
- SP-147
- SP-360

## Administración
- Alcalde: José Justino Lopes (2009/2012)
- Teniente de alcalde: José Cremasco (2009/2012)
- Presidente de la cámara: José Humberto Pietrafesa dos Santos(2010/2011)

## Religión
El Cristianismo está presente en la ciudad de la siguiente manera:

### Iglesia Católica
La iglesia católica del municipio forma parte de la Diócesis de Amparo.

### Iglesia Protestante
En la ciudad están presentes las más diversas creencias evangélicas, principalmente pentecostales, incluidas las Asambleas de Dios de Brasil (la iglesia evangélica más grande del país), Congregación Cristiana, entre otras. Estas denominaciones están creciendo cada vez más en todo Brasil.